# サヤハシチドリ属
サヤハシチドリ属（さやはしちどりぞく、学名 Chionis）は、鳥類チドリ目サヤハシチドリ科 Chionidae の唯一の属である。

## 系統と分類
マゼランチドリ科と姉妹群である。
Sibley分類では、チドリ下目（ほぼチドリ目に相当）チドリ小目サヤハシチドリ上科に、マゼランチドリ科と共に属していた。

## 種
- Chionis alba, Snowy Sheathbill, サヤハシチドリ
- Chionis minor, Black-faced Sheathbill, カオグロサヤハシチドリ